# Jambaló
Jambaló (pronunciado [xambaˈlo]) es un municipio y, al mismo tiempo, un resguardo indígena de Colombia. Está ubicado al nororiente del departamento del Cauca, a 80 kilómetros de la ciudad de Popayán (la capital del departamento). Limita por el norte con los municipios de Caloto y Toribío, por el oriente con el municipio de Páez, por el sur con el municipio de Silvia y por el occidente con los municipios de Caldono y Santander de Quilichao. La cabecera municipal es el centro urbano más poblado del territorio y también se llama "Jambaló"; se localiza en el extremo sur, sobre los límites con el municipio de Silvia; no obstante, en el área rural es donde habita la mayor parte de la población (89,3%).  
Al ser Jambaló también resguardo indígena, el 97,7% de sus habitantes son de las etnias nasa y misak, y al menos una tercera parte de ellos hablan las lenguas nasa yuwe y namtrik. Como resguardo indígena fue establecido en 1702 cuando el cacique Juan Tama de la Estrella alinderó el territorio, es decir, estableció sus límites geográficos, luego de recibir el título de manos del virrey de Quito. El martes 12 de julio de 1904, bajo la ordenanza número 38 de la Gobernación del Cauca fue erigido municipio.

## Administración
Como municipio, Jambaló, está administrado por un alcalde elegido por voto popular cada 4 años. En el marco de las elecciones regionales de 2015, fue elegida por primera vez una alcaldesa: La indígena nasa Flor Ilva Tróchez Ramos. El 27 de octubre de 2019, resultó elegido James Eduardo Medina Cruz, nuevamente un alcalde indígena del Movimiento MAIS, para gobernar hasta el 31 de diciembre de 2023.

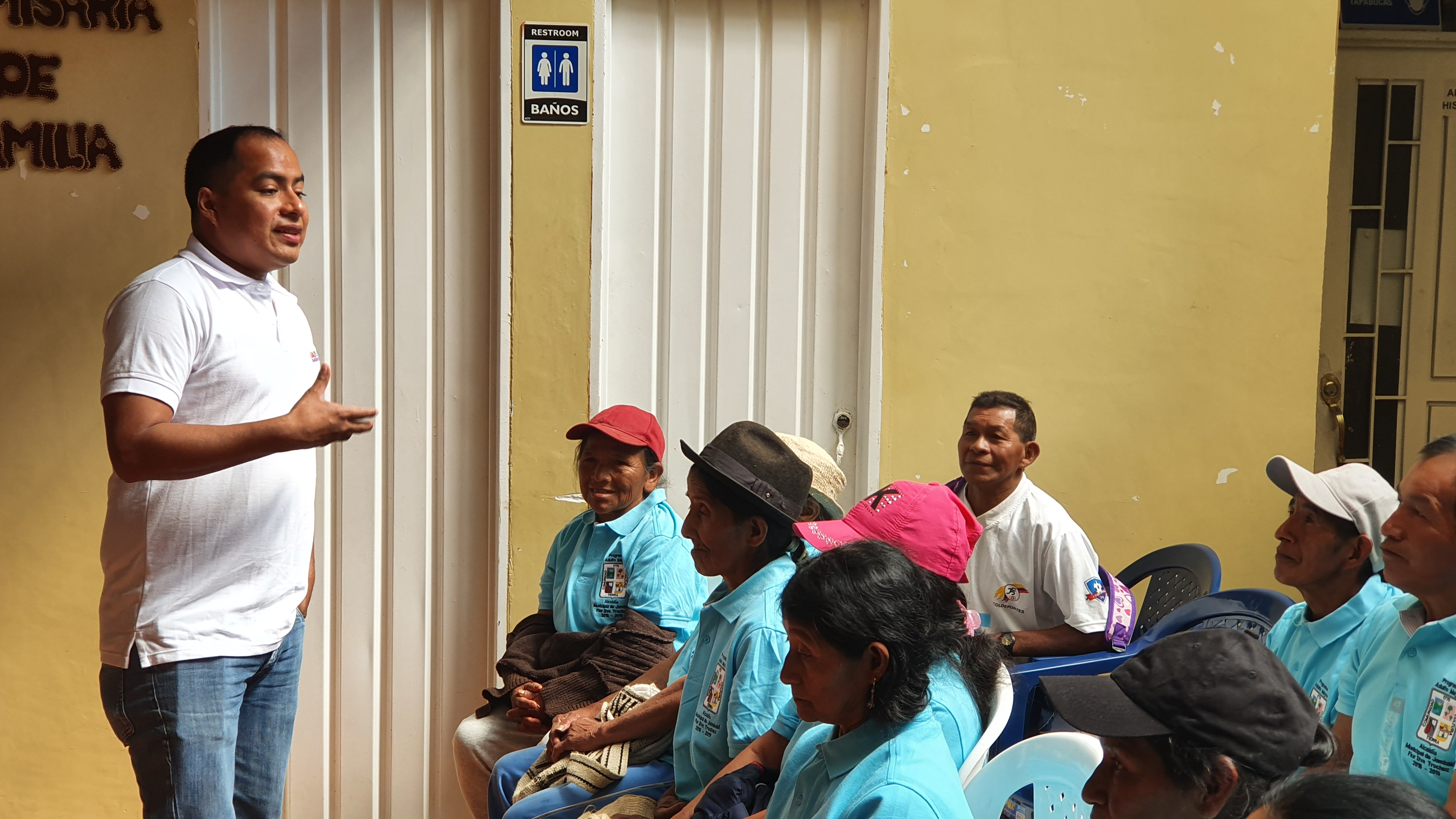
James Eduardo Medina, alcalde municipal de Jambaló 2020 - 2023, saluda a un grupo de adultos mayores.
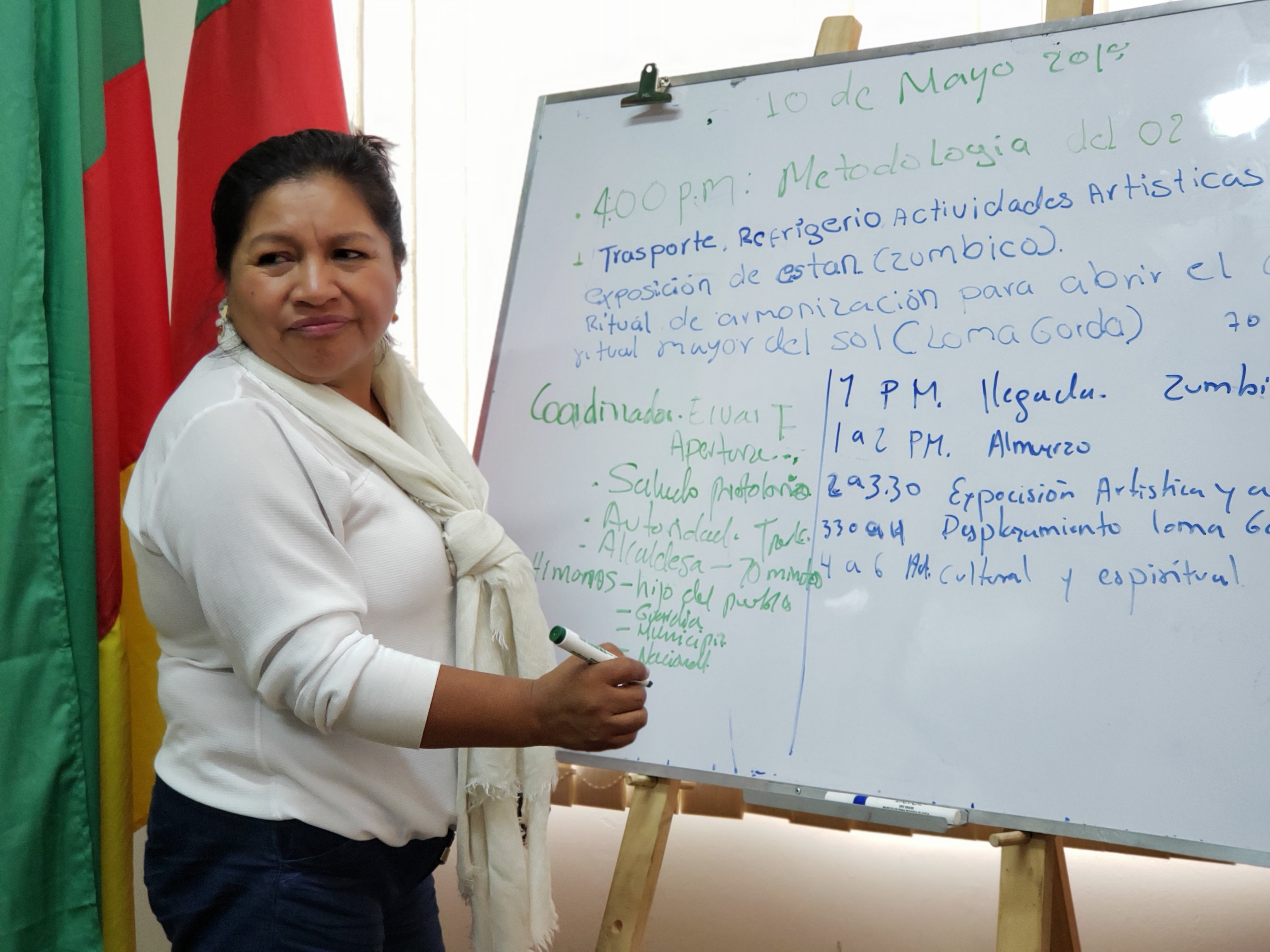
Flor Ilva Tróchez Ramos, alcaldesa municipal de Jambaló entre 2016 y 2019.
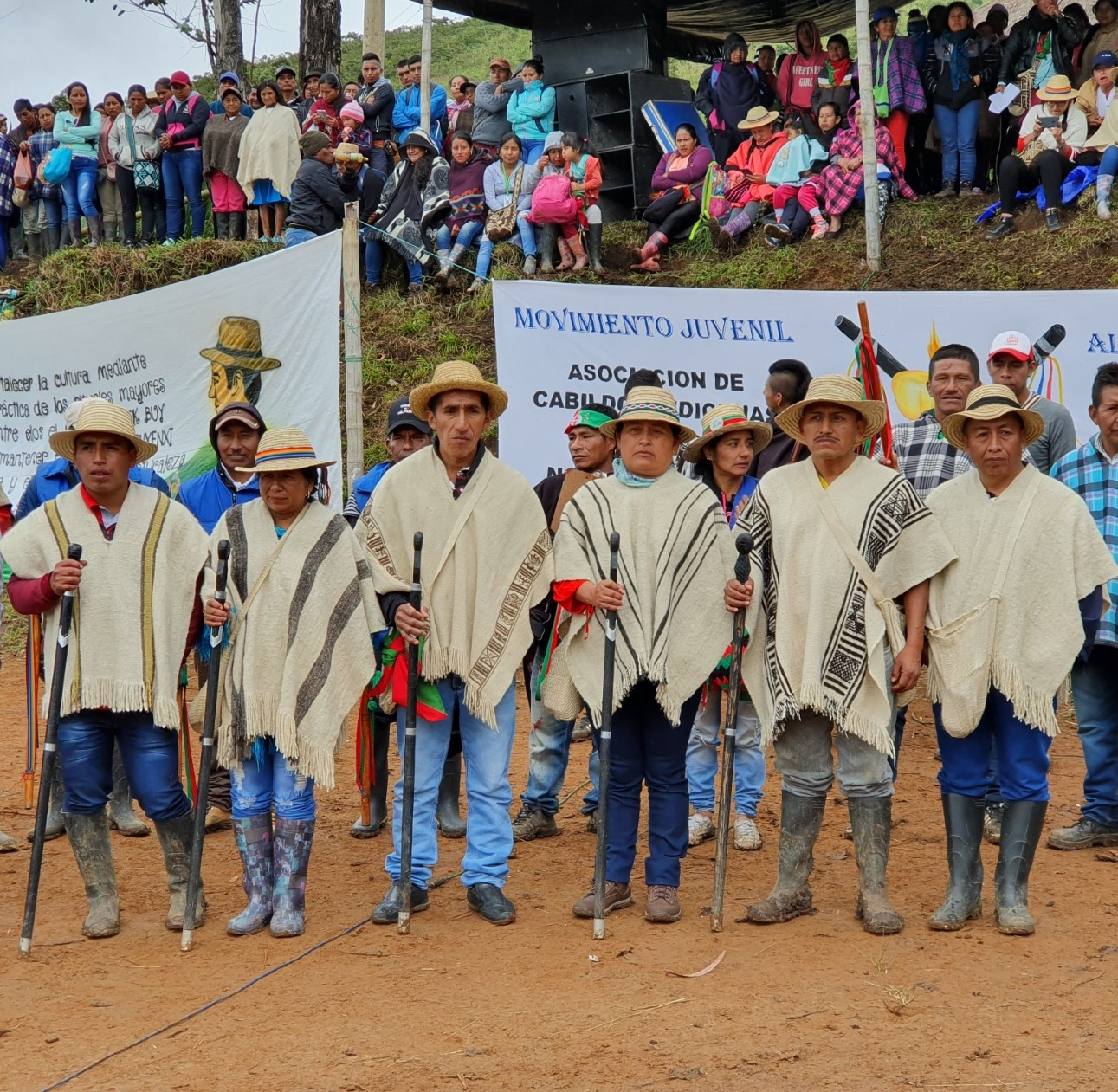
Autoridad Tradicional Ne'jwesx (2019-2021).
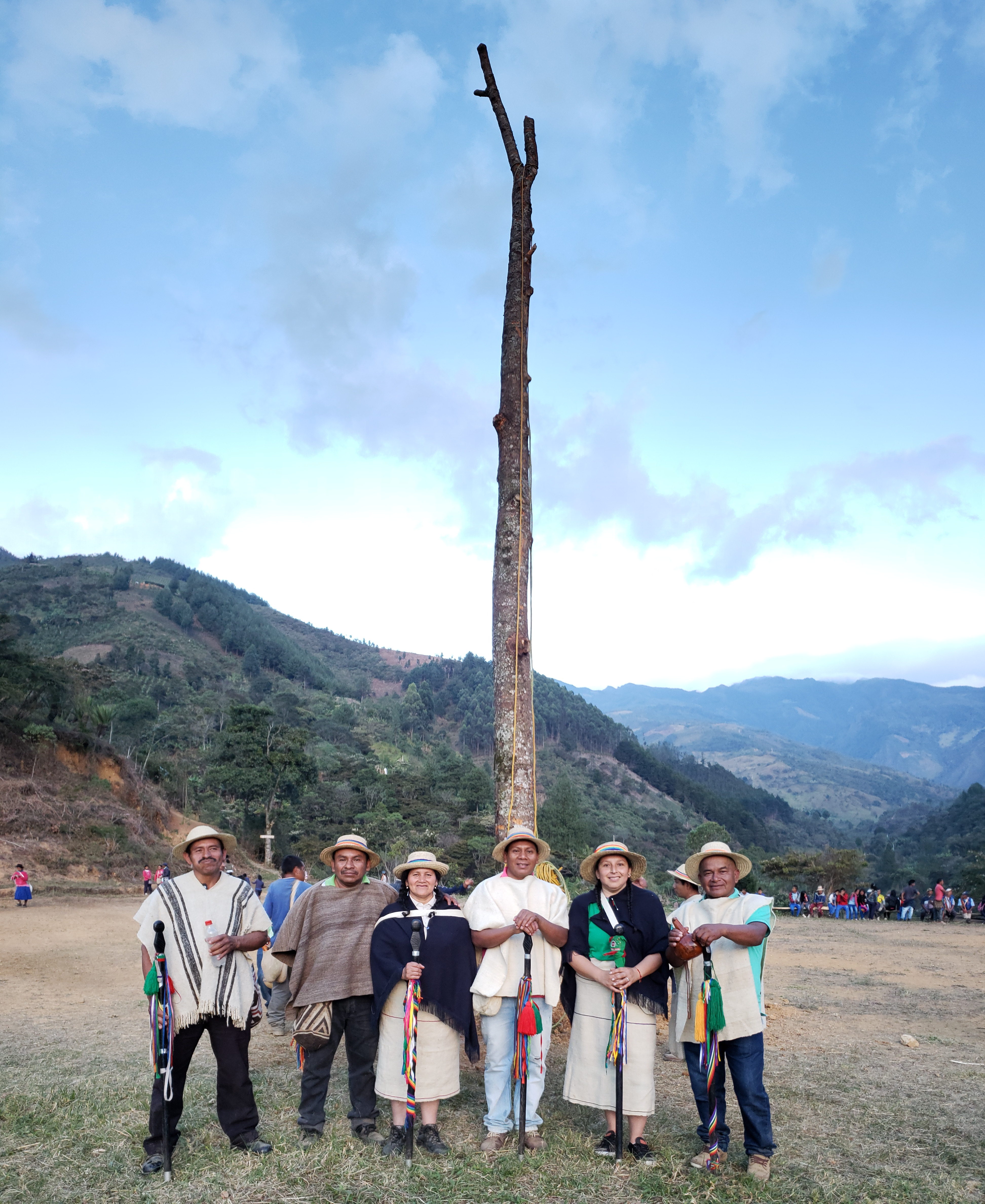
Autoridad tradicional Ne'jwesx de Jambaló (2017-2019).
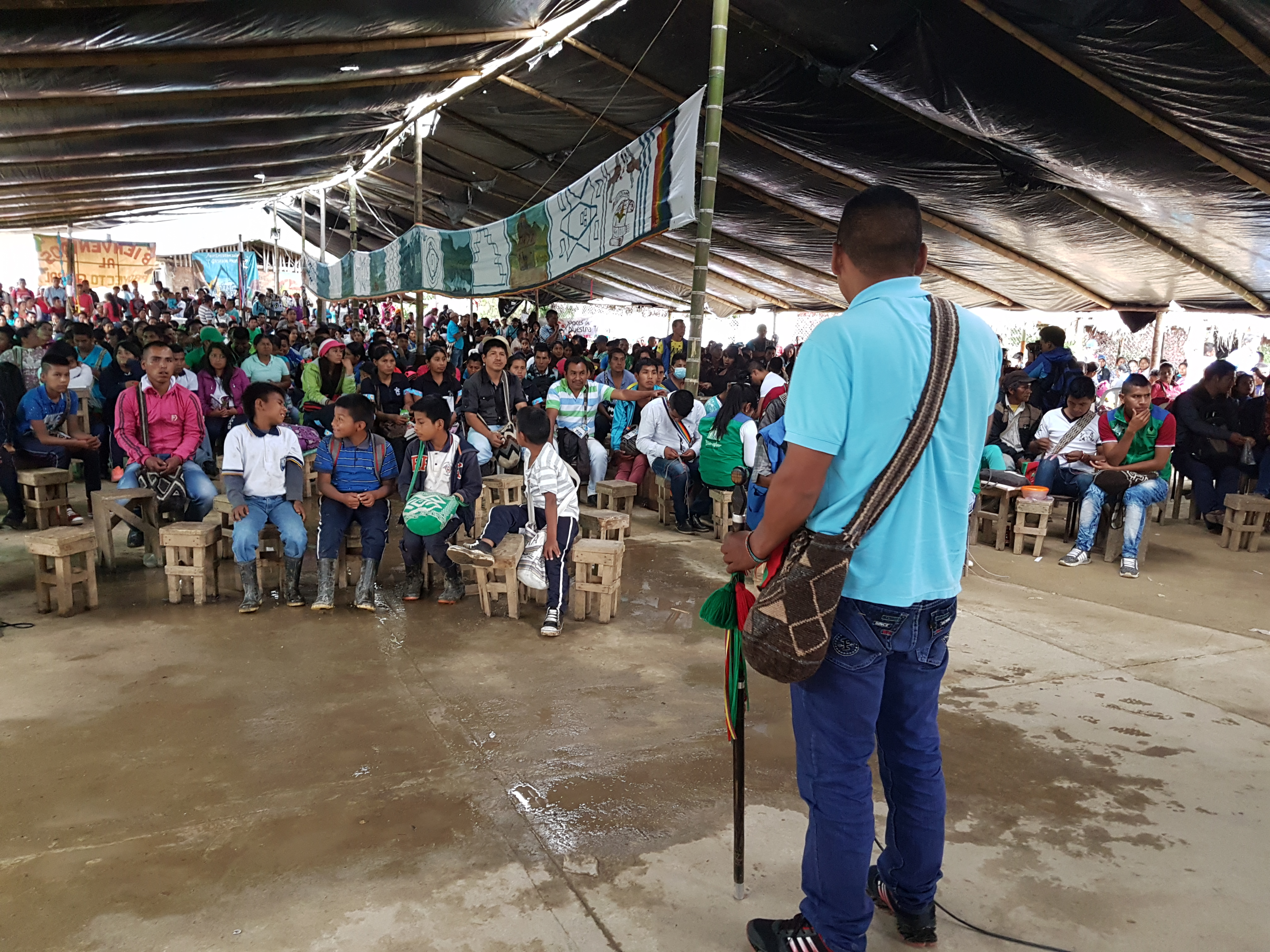
Un ne'jwesx o autoridad indígena dirige una asamblea comunitaria en la vereda Ullucos - Picacho (2017).

Como resguardo indígena, es dirigido por la Autoridad Tradicional Ne'jwesx, un órgano colegiado conformado por 6 gobernadores o ne'jwesx ("gobernador" en lengua nasa yuwe), que representan todas las zonas del resguardo y que son elegidos por medio de asambleas comunitarias.

## División político-administrativa

Mapa político de Jambaló. En naranja oscuro la zona baja, en naranja claro la zona media y en amarillo la zona alta.

El territorio está dividido en 35 veredas y 4 barrios (área urbana), las cuales a su vez se hallan agrupadas en tres zonas: Alta, media y baja.

### Zona alta (sur del municipio)
Está conformada por el área urbana (que comprende los barrios Santa Rosa, Las Dalias, El Centro y Olaya Herrera) y las veredas Bateas, Campo Alegre, Ipicueto, La Laguna, Loma Gorda, Loma Larga, Loma Pueblito, La Odisea, Monterredondo, Nueva Jerusalén, Paletón, Pitalito, San Antonio, Solapa y Zumbico.

### Zona media
La conforman las veredas: Barondillo, Nueva Colonia, Chimicueto, El Epiro, El Maco, Ullucos - Picacho, El Tablón, Guayope, La Marquesa, Buenavista, La Mina y El Trapiche.

### Zona baja (norte del municipio)
Está conformada por las veredas: El Carrizal, La Esperanza, Loma Gruesa, La Palma, El Porvenir, Loma Redonda, Valles Hondos, Vitoyó y El Voladero.

## Geografía

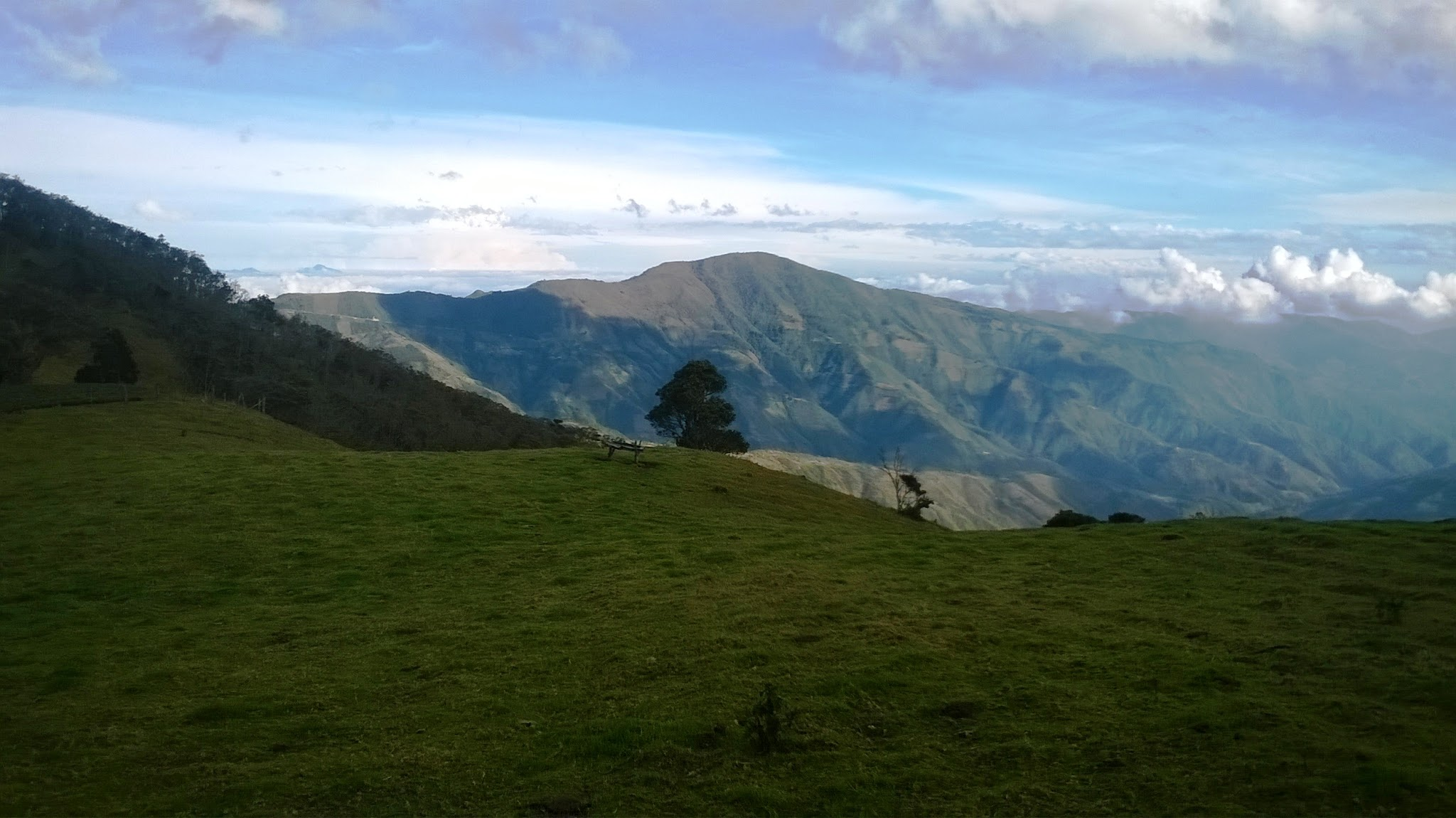
Paisaje natural en la vereda Monterredondo.

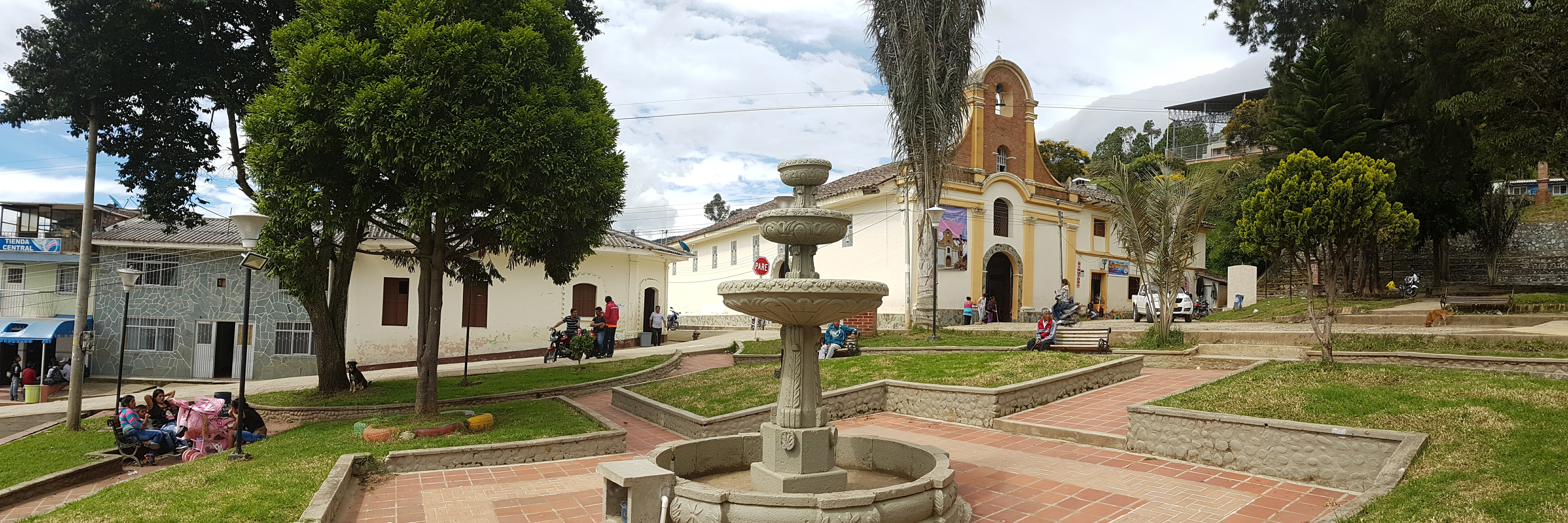
Parque de Jambaló.

El territorio tiene una extensión de 25.400 hectáreas y está ubicado en la cordillera central de los andes colombianos, por lo tanto su topografía es muy quebrada. Su punto más alto (3.800 m s. n. m.) se encuentra en la zona de páramo de la vereda Monterredondo, en donde la temperatura puede llegar a los 4 °C. En la vereda Valles Hondos aparece el panorama contrario, la altitud no supera los 1.600 m s. n. m. y la temperatura permanece sobre los 20 °C. Jambaló, es también fuente de innumerables cauces de agua, el principal es el "río Jambaló", que recibe en su recorrido los cauces de dos principales afluentes: El río Ovejera y el río Barondillo, para luego desembocar en el río Palo (Caloto), que más adelante llegará al río Cauca.

## Vías
El municipio cuenta con una buena cantidad de vías internas que comunican todas sus veredas. De las vías externas la más importante es la que tiene 40 kilómetros y conecta a Jambaló con Silvia (6 kilómetros pavimentados) y la que conecta a Jambaló con Toribío y que tiene 30 kilómetros de distancia. En cuanto a vías internas se cuenta con las siguientes:
| Ubicación                                   | km  | estado  | pavimentada | zona       |
| ------------------------------------------- | --- | ------- | ----------- | ---------- |
| Área urbana (vías urbanas)                  | 3,4 | bueno   | sí          | alta       |
| Amoladero (Pitayó - Silvia) a Monterredondo | 6   | regular | no          | alta       |
| Área urbana a Zolapa                        | 17  | regular | no          | alta       |
| Crucero de Zolapa a Paletón                 | 2   | regular | no          | alta       |
| Zumbico a Altamira - Bateas                 | 11  | regular | no          | alta       |
| Zumbico a cementerio de Zumbico             | 1   | regular | no          | alta       |
| Área urbana a Campo Alegre                  | 1,5 | regular | no          | alta       |
| La Mina a Guayope                           | 3,6 | regular | no          | media      |
| Guayope a El Epiro                          | 4   | regular | no          | media      |
| Guayope a El Maco                           | 2,5 | regular | no          | media      |
| La Mina a sector Lomitas - La Mina          | 0,5 | regular | no          | media      |
| La Mina a Ullucos - Picacho                 | 9   | regular | no          | media      |
| La Palma a Valles Hondos                    | 8   | regular | no          | baja       |
| Loma Redonda a El Porvenir                  | 3,5 | regular | no          | baja       |
| Loma Redonda a El Voladero                  | 3   | regular | no          | baja       |
| La Palma a El Carrizal                      | 3   | regular | no          | baja       |
| Loma Gruesa a Loma Pelada (Caloto)          | 2   | regular | no          | baja       |
| La Esperanza a sector río La Esperanza      | 1,2 | regular | no          | baja       |
| El Tablón a El Porvenir                     | 6,5 | regular | no          | media/baja |
| sector Nuevo Día (La Palma) a Loma Gruesa   | 22  | regular | no          | baja       |
| Barondillo a sector Nuevo Día               | 24  | regular | no          | media/baja |
| sector Alto de la Cruz a Barondillo         | 16  | regular | no          | media      |
| Total vías                                  | 128 | 128     | 128         | 128        |

## Educación

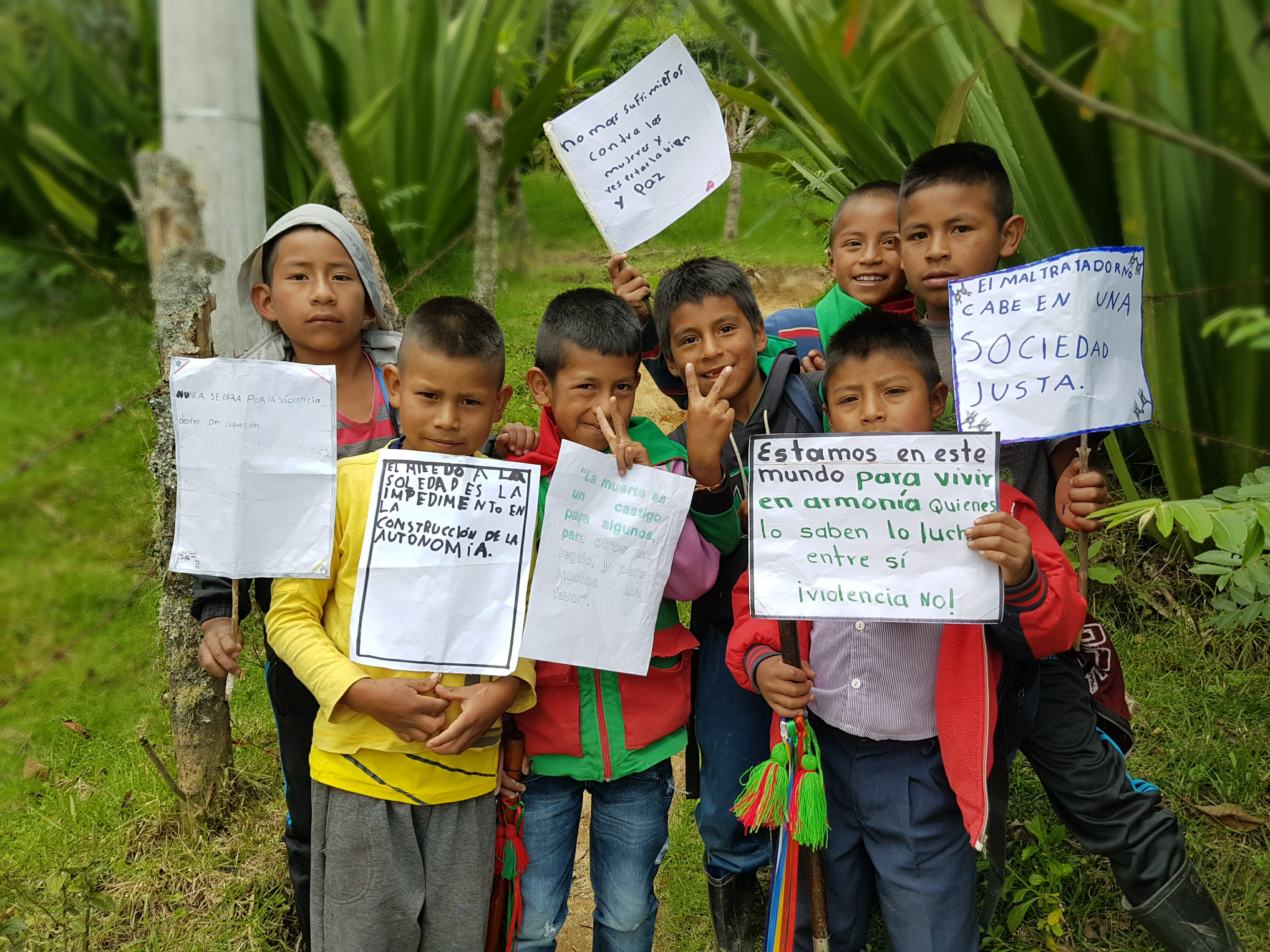
Niños nasa en la vereda Solapa.

La educación es administrada por la Unidad de Educación Municipal y el Núcleo de Educación (que hace parte de la estructura de la Autoridad Tradicional Ne'jwesx y se encarga de dirigir las políticas educativas con enfoque étnico, hacer seguimiento a la implementación del Sistema Educativo Indígena Propio (SEIP) y crear material pedagógico para las escuelas en lengua nasa yuwe). Sin embargo, los dos espacios (el institucional y el indígena) coinciden en una “instancia coordinadora de la educación” conocida como Yat Puçenas (“el sostén de la casa”).
Jambaló cuenta con un total de 35 establecimientos educativos agrupados en cuatro instituciones y tres centros. Las cuatro instituciones son: En la zona baja: La institución educativa Marden Arnulfo Betancur. En la zona media: La institución educativa Kwes’x Piya Yat , cuya sede principal se encuentra en la vereda El Tablón; y la institución educativa Chimicueto, ubicada en la vereda del mismo nombre. En la zona alta: La institución educativa Bachillerato Técnico Agrícola de Jambaló. Los tres centros educativos, que ofertan educación hasta grado noveno, son: el Centro Educativo Wilder Fabián Hurtado (vereda Zumbico), el Centro Educativo Agro-cultural (vereda Paletón) y el Centro Educativo Marino Mestizo (vereda La Esperanza). Para el 2016, el número total de estudiantes matriculados fue de 3.98, que son atendidos por una planta de personal compuesta por 100 docentes de la Secretaría de Educación Departamental y 105 docentes contratados por el Consejo Regional Indígena del Cauca, CRIC.

## Cultura

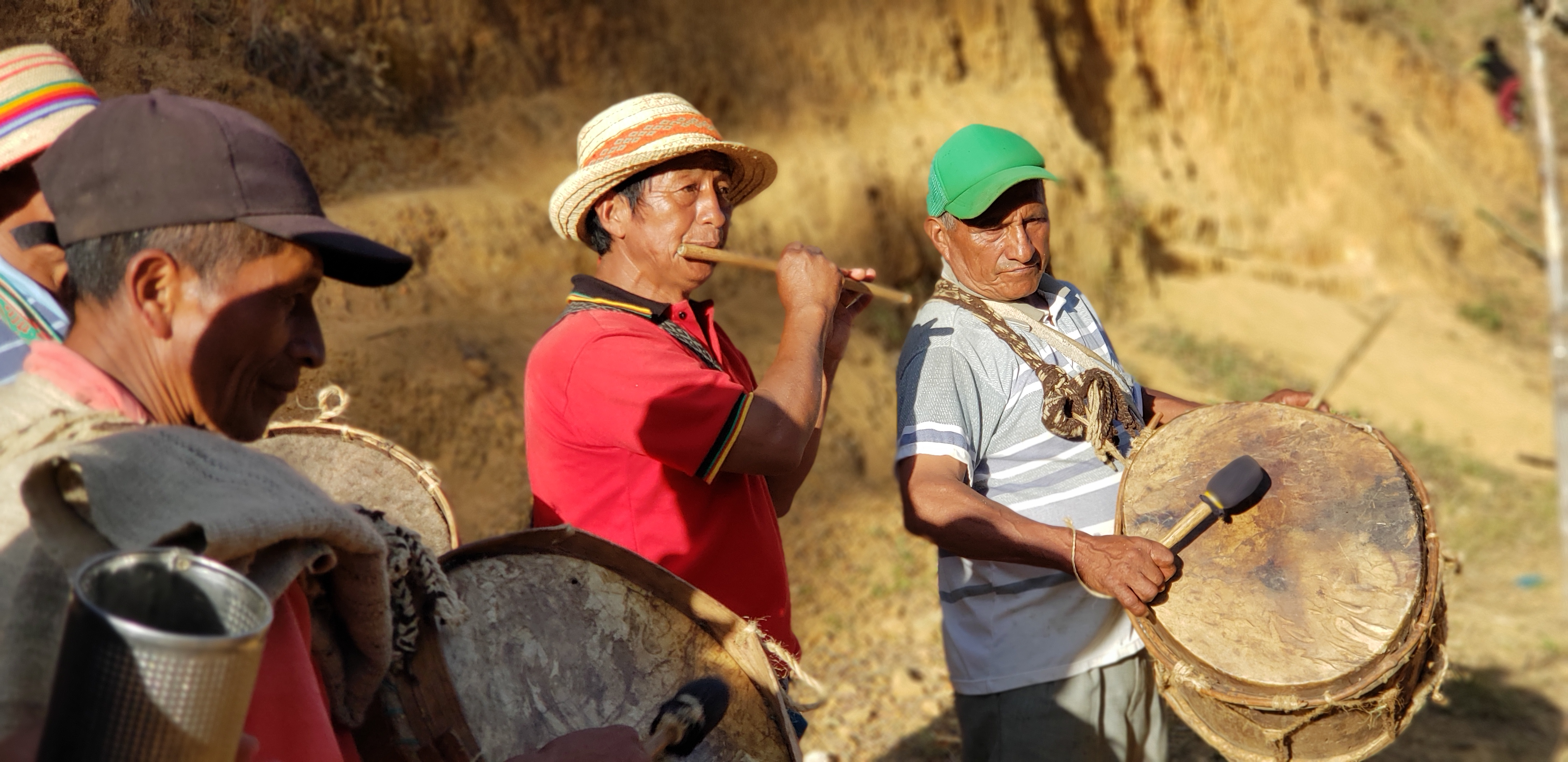
Músicos indígenas de la vereda Paletón, interpretando música tradicional del pueblo nasa con flautas y tambores.

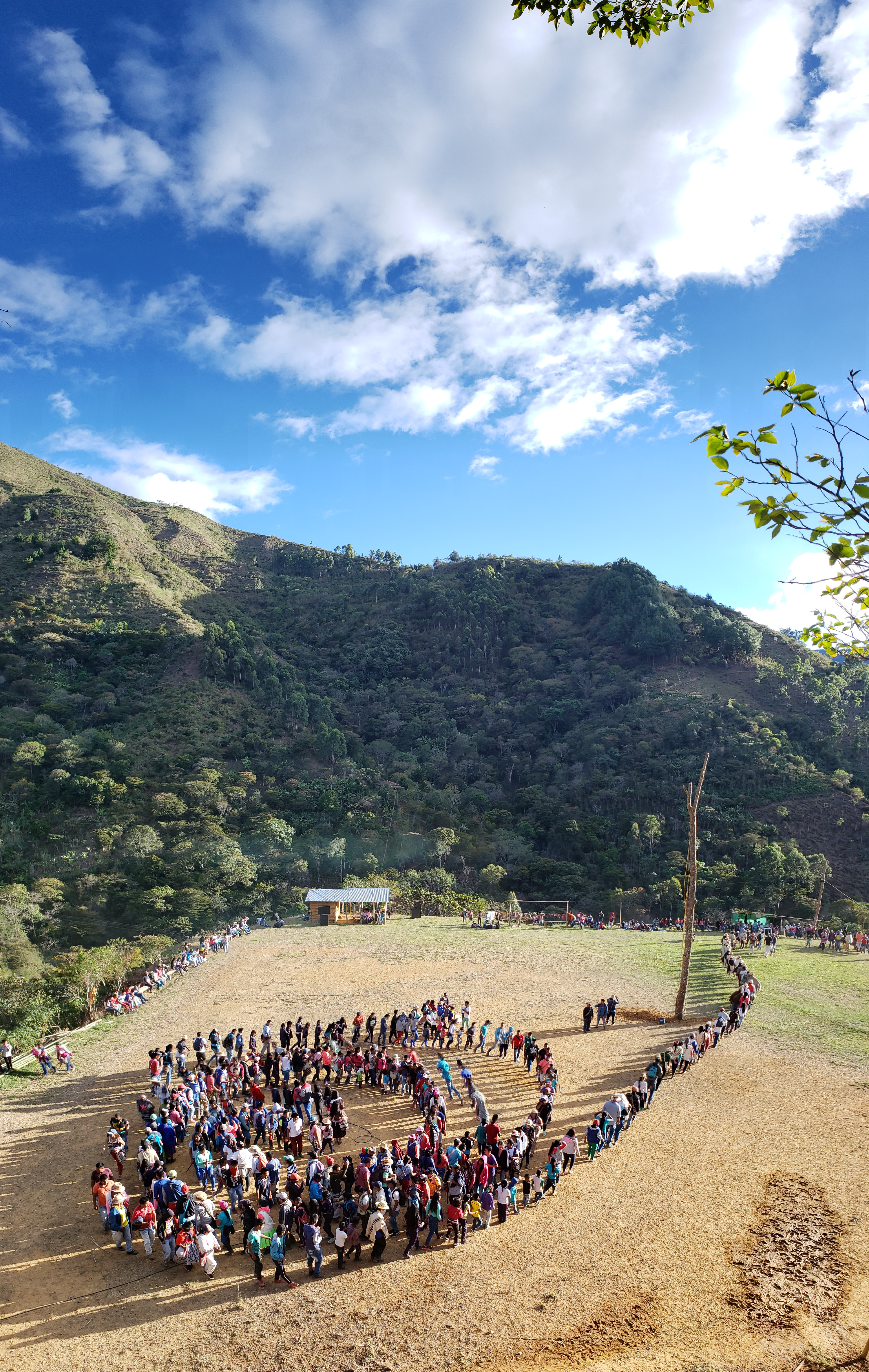
Danza en espiral, durante el ritual del saakhelu en la vereda Buena Vista - La Marquesa, Resguardo indígena de Jambaló (agosto de 2018)

Además de las lenguas indígenas (nasa yuwe y namtrik), los vestidos y accesorios propios (como la ruana, la mochila, el sombrero, el kapisayo, etc.) y la música tradicional (de flauta y tambores), en Jambaló aún se practican rituales ancestrales, entre ellos el "sek buy" (año nuevo nasa), el cxapucx (ofrenda a los muertos) y el "saakhelu". El saakhelu, es un ritual del pueblo nasa en el que se le ofrenda a Mama Kiwe (madre tierra) con animales, comida y semillas, y se danza alrededor de un gran poste de madera, en cuya parte superior se pone la cabeza de una vaca; todo esto para agradecer por la fertilidad de la tierra y buscar mejores cosechas en los meses futuros.

## Deportes
El deporte más practicado es el fútbol. Cada año se realiza la Copa Jambaló, un torneo que agrupa a equipos de fútbol provenientes de veredas del territorio y de resguardos vecinos. Además, en junio de todos los años se acostumbra a realizar la Minga Deportiva por la Paz y la Unidad del Territorio, una competencia que estimula la práctica del deporte en hombres y mujeres desde los 6 años de edad y en las siguientes disciplinas: Fútbol de salón, ciclomontañismo, atletismo, baloncesto y voleibol. 

## Historia[4]
En 1537, los españoles hacen su primera fundación, atravesando el río Magdalena y teniendo como fines: Asegurar la comunicación entre los valles del alto Magdalena y el alto Cauca y reconstruir un pueblo de avanzada contra los nasa y los pijaos. Las tropas de Belalcázar son sacadas de Tierradentro tras la derrota del peñón de Tálaga en 1541. A partir de 1550 se instala la colonia en Popayán, teniendo como jefe indígena al cacique Calambás, el cual tenía relaciones con el de Guambía por ser hermano.
En 1571 los nasa, bajo el mando de Diego Calambás, inician la segunda guerra contra los españoles. En 1586 el corregidor de naturales, Hernán Arias de Saavedra, manda un grupo de entre 700 y 800 indígenas nasa al "valle de Jambaló" a petición de los españoles que les habían pedido protección. Por esa época aparece por primera vez la palabra "Jambaló", se considera que tal nombre es de origen español pues estas tierras fueron asignadas como haciendas en la época de la conquista a los encomenderos. En lengua nasa yuwe el poblado se conocía como "Baç U'kwe" que en español traduce "planta de cabuya o fique", y en lengua namtrik se decía "Sranbalau" que significa "sitio en donde hay fique".
El 8 de marzo de 1701, el cacique Juan Tama recibió el título que reconocía a los indios de Jambaló, Quichaya, Pueblo Nuevo, Pitayó y Caldono como dueños legítimos de las tierras que ocupaban.
En 1719 se realiza el primer censo del pueblo de Jambaló. En 1747, Jambaló es comprado por el teniente Manuel del Pino y Jurado a don José Eusebio de Mosquera Figueroa.
En 1750 Jambaló es destruido por los encomenderos bajo la orden del gobernador don Francisco de Ezquizabal.
En 1753 regresan los indígenas a Jambaló. En 1754 aparece la primera mención escrita sobre el pago del terraje.
En 1770 son organizados el poblado y la parroquia de Jambaló, en 1799 se reabre el pleito de los indígenas contra la familia Pino.
En 1821 Simón Bolívar pasa por Pitayó, Jambaló y Zumbico cuando se dirige a lo que hoy es el departamento del Valle del Cauca.
En 1852 comienza la explotación de la quina en Jambaló y Pitayó hasta 1890, año en que se agota completamente esta planta.
En 1878 llega a Jambaló el estudioso Robert Cross y nos deja la siguiente descripción “el pueblo dista 10-12 leguas de Pitayó, este pueblo cuenta de 25 a 30 casas y una iglesia sorprendente construida de barro y palos con sus aleros tocando el piso, está situada en una pendiente muy crispada en la rivera nororiente del río Jambaló, que nace de los riachuelos de Pitayó”.
En 1910 el movimiento encabezado por Manuel Quintín Lame llega a Jambaló. En 1913 en el registro oficial de Popayán, con fecha del 28 de agosto, aparece un informe que muestra a Jambaló como un lugar abundante en minas y habla de expediciones por parte de la gobernación.
En 1956 hay una incursión guerrillera comandada por el mayor "Ciro" proveniente del Tolima, el cual asesina a 36 personas conservadoras en La Mina, caserío que queda desierto por 4 años.
En 1960 los comuneros de Jambaló, dejan de pagar terraje al hospital de Popayán y fundan la Cooperativa Indígena Multiactiva de Zumbico. En 1977 se abre la carretera del área urbana de Jambaló hacia la vereda Zumbico.
En 1987 nace el Proyecto Global (plan de vida del resguardo), espacio en el que por medio de asambleas comunitarias los habitantes toman decisiones sociales, políticas y culturales del territorio. En 1990 se elige el primer alcalde por voto popular (antes eran designados por la Gobernación del Cauca), el señor Hugo Aurelio Dagua, quien impulsa la construcción del acueducto municipal y la instalación de alumbrado público.
En 1992 es elegido el segundo alcalde por voto popular, el señor Diego Anibal Yule Campo, quien impulsa  el cambio total del alcantarillado de la población, la pavimentación de la cabecera municipal y la adopción por parte del municipio de sus emblemas patrios.
En 1995 es elegido el primer alcalde de origen indígena, el señor Marden Arnulfo Betancur Conda. Luego, en agosto de 1996, el alcalde Betancur sería asesinado por guerrilleros del ELN bajo falsas acusaciones.

## El conflicto armado
Desde el año 2004 las acciones armadas del conflicto interno colombiano se agudizaron en Jambaló, los enfrentamientos entre la guerrilla de las Farc y las fuerzas armadas del Estado colombiano (Policía y Ejército Nacional) tuvieron varios episodios, sobre todo en el área urbana, provocando el desplazamiento de sus habitantes hacia municipios vecinos. A causa de la violencia, la población civil resultó altamente afectada: Personas heridas y otras asesinadas, viviendas averiadas, antenas de telecomunicación destruidas y mucha zozobra. Entre los capítulos más sobresalientes del conflicto armado en Jambaló están:
- El asesinato del niño indígena Wilder Fabián Hurtado en la vereda Zumbico (16 de septiembre de 2006) [5]
- La explosión de un carrobomba en el barrio Las Dalias (27 de abril de 2011)
- El derribamiento de la antena de telefonía celular de la empresa Claro en la vereda Paletón (3 de julio de 2012)
- La caída del avión Súper Tucano de la Fuerza Aérea Colombiana en la vereda San Antonio (11 de julio de 2012)
- El asesinato de Eddy Ortíz en el barrio Santa Rosa (11 de febrero de 2013)
- Miembros de las disidencias de las FARC, Frente Dagoberto Ramos, de esa estructura armada incursionaron en el municipio del nororiente del departamento del Cauca en la madrugada del domingo 10 de septiembre de 2023. Primero hostigaron la estación de Policía y, luego, destruyeron la sede del Banco Agrario, para saquear el cajero de la entidad. Tras la retirada de la zona, miembros del Ejército que acudieron en refuerzo a la fuerza pública para repeler el ataque también sostuvieron combates con los disidentes. En uno de los videos se ve cuando un helicóptero es atacado desde el tierra con armas de largo alcance, que fueron respondidas también desde la aeronave.
- Además de lo anterior, también se presentaron varios casos de reclutamiento forzado por parte de las Farc en la vereda La Mina.